# Jean Pouzet
Jean Pouzet (* 25. September 1892 in Thiers; † 4. Januar 1940 in Saint-Germain-en-Laye) war ein französischer Autorennfahrer.

## Karriere
Jean Pouzet war als Werksfahrer des französischen Automobilherstellers Rolland-Pilain 1923 beim ersten 24-Stunden-Rennen von Le Mans der Motorsportgeschichte am Start. Gemeinsam mit Edmond Pichon pilotierte er einen Roland-Pilan RP an die 23. Stelle der Gesamtwertung. Nach einer Rennzeit von 24 Stunden hatte das Duo einen Rückstand von 48 Runden auf die Sieger André Lagache und René Léonard auf einem Chenard & Walcker Sport.

## Statistik

### Le-Mans-Ergebnisse
| Jahr | Team           | Fahrzeug          | Teamkollege   | Platzierung |
| ---- | -------------- | ----------------- | ------------- | ----------- |
| 1923 | Rolland-Pilain | Rolland-Pilain RP | Edmond Pichon | Rang 23     |